# Hannes Obreno
Hannes Obreno (* 8. März 1991 in Brügge) ist ein belgischer Ruderer, der bis 2011 als Leichtgewichts-Ruderer aktiv war und seither in den Bootsklassen ohne Gewichtsbeschränkung startet.
Obreno, der schon 1999 mit dem Rudersport begann, nahm 2008 an den Junioren-Weltmeisterschaften teil und belegte den 14. Platz mit dem Doppelzweier. Bei U23-Weltmeisterschaften erreichte er 2010 den sechsten Platz mit dem Leichtgewichts-Einer und 2012 den vierten Platz im schweren Einer; 2013 gewann er Silber im Einer.
In der Erwachsenenklasse belegte er 2010 den siebten Platz im Leichtgewichts-Doppelzweier bei den Europameisterschaften. Zwei Jahre später belegte er den zehnten Platz im schweren Doppelzweier. Bei den Europameisterschaften 2014 trat er im Einer an und belegte den fünften Platz. Zum Saisonende folgte der achte Platz bei den Weltmeisterschaften in Amsterdam. 2015 wiederholte Obreno den fünften Platz im Einer bei den Europameisterschaften. Mit dem zwölften Platz bei den Weltmeisterschaften 2015 verpasste Obreno die direkte Olympiaqualifikation für 2016. 2016 belegte Obreno Anfang Mai den vierten Platz bei den Europameisterschaften. Zwei Wochen später gewann er in Luzern die letzte Qualifikationsregatta für die Olympischen Spiele in Rio de Janeiro. Bei der Olympischen Regatta siegte Obreno in Vorlauf und Viertelfinale und erreichte mit einem dritten Platz im Halbfinale das Finale, dort belegte er mit drei Sekunden Abstand auf den Drittplatzierten den vierten Platz.